# Adolf Rodler
Adolf Rodler (13. května 1843 Litoradlice – 30. prosince 1912 České Budějovice) byl rakouský a český římskokatolický kněz, publicista a politik, v 80. letech 19. století poslanec Českého zemského sněmu.

## Biografie
Působil jako katolický kněz. Na kněze byl vysvěcen roku 1867. Byl papežským prelátem, apoštolským misionářem a kanovníkem kapituly v Českých Budějovicích. Publikoval v českých i německých tiskovinách. Roku 1884 založil a následně redigoval tři lidové katolické kalendáře. Jejich náklad dosahoval několik desítek tisíc exemplářů a šlo tak o nejrozšířenější literaturu tohoto typu v zemi. Zajímal se rovněž o rozvoj církevní hudby.
V letech 1884–1893 zastával funkci rektora diecezního semináře a pod jeho působením zde vyrostlo cca 100 kněží.
Byl aktivní i v památkové péči. Okolo roku 1892 začal Rodler shromažďovat různé regionální církevní artefakty a položil tak základ pozdějšímu Diecéznímu muzeu v Českých Budějovicích. Několik desítek tam shromážděných uměleckých děl, včetně děl z okruhu jihočeské gotiky, se pak dostalo do Alšovy jihočeské galerie v Hluboké nad Vltavou a mnohá z nich dnes můžeme vidět v tamní stálé expozici.
V 80. letech 19. století se zapojil i do zemské politiky. Ve volbách v roce 1883 byl zvolen v kurii venkovských obcí (volební obvod Prachatice – Netolice – Volary) do Českého zemského sněmu. Zemřel roku 1912 a byl pohřben na hřbitově u sv. Otýlie v Českých Budějovicích.